# Mariane van Hogendorp

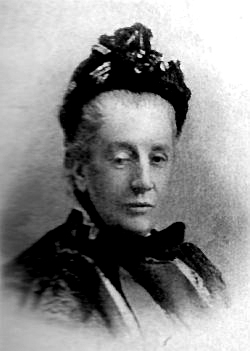
Mariane van Hogendorp

Jkvr. Mariane Catherine van Hogendorp, auch Marianne (* 1. August 1834 in Den Haag; † 17. September 1909 in Lausanne), war eine niederländische Sozialreformerin und Feministin.

## Leben
Mariane van Hogendorp wurde am 1. August 1834 als Tochter des Ratsmitglieds am Berufungsgericht Dirk van Hogendorp (1797–1845) und der Pfarrerin Mariane Catherine van Hogendorp (1805–1878), in Den Haag geboren. Nach dem Tod seines Bruders trug ihr Vater ab dem 7. Oktober 1838 den Titel Graf van Hogendorp. Mariane van Hogendorp heiratete am 18. November 1875 den Gutsherrn und Generalsekretär im Marineministerium Aarnout Klerck (1820–1876). Diese Ehe blieb kinderlos.
Van Hogendorp stammte aus einer Adelsfamilie in Den Haag und hatte drei Brüder und vier Schwestern. Ihre Kindheit und ihr späteres Leben waren stark von der orthodoxen protestantischen Réveil beeinflusst, einer religiösen Erneuerungsbewegung, deren führende Unterstützer beide Eltern waren. Ihr Vater starb als sie 11 Jahre alt war und nach seinem Tod engagierte sich ihre Mutter in der sozialphilanthropischen Arbeit für Arme wie an der ersten „Spar- und Nähschule“. Eine formelle Schulbildung an einer Sekundar- und Hochschule erhielt sie nicht und heiratete 1875 Aarnout Klerck. Die Ehe endete früh, Klerck starb nach elf Monaten Ehe im Jahr 1876. Als Witwe lebte sie nach dem Tod ihrer Mutter 1878 zusammen mit ihren Schwestern Anna und Wilhelmina in Den Haag. Von 1874 bis 1900 war sie Präsidentin des 1847 von ihrer Mutter gegründeten Vereins „Freunde der Armen“.

### Abolitionismus und Feminismus
Mariane Klerck-van Hogendorp lernte 1883 die Britin Josephine Butler kennen, die für die „Legitimierung“ der Prostitution kämpfte. Da engagierte sie sich bereits für die „Rettung gefallener Frauen“ und war von der Réveil Bewegung beeinflusst. Butler ermutigte sie, in den Niederlanden eine abolitionistische Frauenorganisation zu gründen, da es in den bestehenden niederländischen Vereinigungen keine Möglichkeit der Mitarbeit von Frauen gab. In drei Broschüren forderte sie 1883/1884 unter dem Titel Een woord aan de vrouwen van Nederland den Kampf gegen Prostitution und Regulierung. Diese Aufrufe führten 1884 zur Gründung der Niederländischen Frauenunion, deren erste Präsidentin sie bis zum Jahr ihres Todes war.
Mit ihrer Schwester Anna war Mariane Klerck van Hogendorp die führenden Personen hinter der weiblichen Abolitionismuspolitik in den Niederlanden. Die Frauenunion war die erste Frauenorganisation, die Frauen für politische und administrative Forderungen mobilisierte. Hauptstreitpunkt war die Abschaffung der obligatorischen ärztlichen Untersuchung von Prostituierten auf Geschlechtskrankheiten, die als Erniedrigung von Frauen und als Legitimierung der Unzucht durch den Staat verurteilt wurde. Darüber hinaus wandte sich die Frauenunion gegen Bordelle, Frauenhandel, Pornografie und das Verbot der Vaterschaftsforschung. Ideologisch konzipierte sie soziale Mutterschaft. In diesem Sinne setzte sie sich auch für die Konkubinen niederländischer Soldaten in Niederländisch-Ostindien und die aus diesen Beziehungen hervorgehenden Kinder ein. Teilweise aufgrund ihrer Bemühungen wurde in Indonesien eine Zweigstelle der Frauenunion gegründet und im Jahr 1895 wurde der Verein zur Förderung der Moral in den niederländischen Überseebesitzungen gegründet.
1894 wurde sie Mitglied der neuen Vereinigung für das Frauenwahlrecht. Auf der Nationale Tentoonstelling van Vrouwenarbeid (Nationale Ausstellung für Frauenarbeit) im Jahr 1898 organisierten die Van-Hogendorp-Schwestern das dreitägige Treffen zur Förderung der öffentlichen Moral. Auf dieser Konferenz kritisierte Klerck-van Hogendorp offen Männer: Die Männer, die Prostituierte besuchten, seien „oft unsere Ehemänner, unsere Brüder, unsere Väter“. Sie befürwortete auch eine niederländische Sektion des Internationalen Frauenrats und wurde die erste Präsidentin dieses um 1900 gegründeten Nationalen Frauenrats der Niederlande. Sie brauchte ihr diplomatisches Talent: Ihre christliche Sicht auf die „Heiligkeit“ der Ehe war in diesen Kreisen umstritten. Später vertrat die Frauenunion eine positivere Einstellung zur Geburtenkontrolle.
Ihre Bemühungen mit der Frauenunion hatten Erfolg und um 1900 wurden in den meisten niederländischen Gemeinden die Vorschriften zur Prostitution abgeschafft. Sie gehörte 1900 zur Mitbegründerin des Nationalen Komitees zur Bekämpfung des Frauenhandels. Sie setzte sich zusammen mit der NVP und der Nederlandsche Middernachtzending-Vereeniging gegen den Handel mit „weißen Sklaven“ und für ein generelles Bordellverbot ein. Sie erlebte jedoch die Einführung des Bordellverbots und des Verbots des Frauenhandels im Sittengesetz von 1911 nicht mehr, Mariane Klerck van Hogendorp starb am 17. September 1909 auf ihrem Sommersitz in Lausanne.
Der größte Widerspruch im Leben von Mariane Klerck van Hogendorp war ihre Distanz zwischen ihrer eigenen Lebenswelt und der der Frauen, die sie retten wollte. Ihre Aufrufe gingen meist über die Köpfe der Prostituierten  hinweg. Wer sich weigerte „gerettet“ zu werden galt als „Sünderin“ und „verloren“, ja sogar als „verantwortungslos“. Dennoch war ihr Kampf gegen die sexuelle Ausbeutung von Frauen von großer Bedeutung für den Feminismus und das Sexualdenken des 19. Jahrhunderts.